# Legetek
Legetek er betegnelsen på et sted, hvor det er muligt at låne legetøj med hjem, på samme måde, som man kan låne bøger på et bibliotek. Ordet er sammensat af leg og bibliotek.

## Ekstern henvisning
- Den danske Legeteksforenings hjemmeside

| Spil | Spire Denne artikel om spil eller lege er en spire som bør udbygges. Du er velkommen til at hjælpe Wikipedia ved at udvide den. |